# Autore di giochi
Un autore di giochi (spesso usato anche nella forma inglese game designer) è un professionista indipendente o affiliato a una ditta responsabile dell'ideazione delle meccaniche o il regolamento di un gioco. In una moderna casa editrice intervengono altre figure come curatori editoriali o illustratori, che modificano la bozza originale del gioco, ma questo non li rende comunque autori. Il termine può riferirsi sia ad autori di videogiochi, sia di giochi di concezione più tradizionale, come giochi da tavolo o di carte.
Nel campo dei videogiochi si parla più propriamente di sviluppatori di videogiochi e il termine "game designer" è generalmente riferito a una figura del team di sviluppo che si occupa specificatamente della scrittura delle regole e della struttura dello stesso.

## Giochi tradizionali
Generalmente è solo a partire dalla metà dell'Ottocento, che si conoscono i nomi degli autori di giochi, poiché si iniziò a brevettarli per rivendicarne la paternità, mentre l'autore di giochi tradizionali come gli scacchi o la scala quaranta rimane sconosciuto o viene a volte attribuito a figure mitologiche. Per esempio il gioco del serpente, da cui discenderebbe il gioco dell'oca, viene attribuito a Palamede che l'avrebbe inventato per distrarsi durante la guerra di Troia, mentre probabilmente deriva dal mehen un antico gioco egizio che è stato probabilmente importato in Europa dai Cavalieri templari all'epoca delle Crociate.
In alcuni casi un gioco può essere sviluppato dallo staff interno di una casa editrice e pubblicato in forma anonima senza che ne venga attribuita la paternità, questo può avvenire per esempio per giochi prodotti su licenza in modo da sfruttare il successo passeggero di un film, romanzo o fumetto e per il quale il produttore non voglia investire oltre che nella licenza anche nei diritti d'autore che dovrebbe pagare agli autori.

## Videogiochi
I primi videogiochi erano realizzati da singoli programmatori che si occupavano in prima persona di tutti degli elementi necessari. Col passare del tempo, grazie all'aumento della potenza dell'hardware a disposizione, i videogiochi sono diventati sempre più complessi, rendendo indispensabile la suddivisione dei compiti: si hanno così programmatori che si occupano del codice, artisti per la parte audiovisiva, e progettisti. Alcuni di essi sono personalità influenti nell'industria videoludica.
Tra i più celebri, si ricorda: Dan Houser (Rockstar Games), Will Wright, Hideo Kojima, John Romero, John Carmack, Shigeru Miyamoto, Michel Ancel, Sid Meier, Cliff Bleszinski, Ken Levine, Hidetaka Miyazaki, Tim Schafer, Fumito Ueda, Ron Gilbert e Neil Druckmann.